# Angélia
Dans la mythologie grecque, Angélia (en grec ancien Ἀγγελία) ou Angélie était une fille d'Hermès, le messager des dieux. Elle était le daemon des messages, des nouvelles et des proclamations. Elle n'est pas bien connue : l'une des rares références à proclamer son existence est une lyrique grecque du Ve siècle avant notre ère. 